# 40092 Memel
40092 Memel este un asteroid din centura principală de asteroizi.

## Descriere
40092 Memel este un asteroid din centura principală de asteroizi. A fost descoperit pe 28 iunie 1998 la Observatorul La Silla de Eric Walter Elst. Asteroidul prezintă o orbită caracterizată de o semiaxă mare de 2,76 ua, o excentricitate de 0,10 și o înclinație de 7,9° în raport cu ecliptica.